# Kuijtenous tenuepunctatus
Kuijtenous tenuepunctatus là một loài bọ cánh cứng trong họ Hybosoridae. Loài này được Fairmaire miêu tả khoa học năm 1895.